# Brunbröstad myjob
Brunbröstad myjob (Myiobius villosus) är en huvudsakligen sydamerikansk tätting i familjen krontyranner.

## Utbredning och systematik
Brunbröstad myjob delas in i fyra underarter:
- Myiobius villosus villosus – förekommer från östra Panama (Tacarcuna) till västra Colombia och västra Ecuador
- Myiobius villosus schaeferi – förekommer i östra Anderna i norra Colombia och västligaste Venezuela (Táchira)
- Myiobius villosus clarus – förekommer i östra Ecuador och östra Peru (i söder till Junín)
- Myiobius villosus peruvianus – förekommer i sydöstra Peru (Puno) och nordvästra Bolivia (La Paz)

### Familjetillhörighet
Arten behandlades tidigare som en medlem av familjen tyranner (Tyrannidae). DNA-studier visade initialt att släktet Myiobius liksom de tidigare tyrannerna i Onychorhynchus och Terenotriccus snarare stod närmare tityrorna (Tityridae), varvid flera taxonomiska auktoriteter flyttade dem dit, tillsammans med enigmatiska vassnäbben. Resultat från senare genetiska studier visar dock att de snarare utgör en avlägsen systergrupp till tyrannerna. Författarna till denna studie rekommenderade att de istället bör placeras i en egen familj, Onychorhynchidae. 2025 tilldelades familjen namnet krontyranner av Birdlife Sveriges taxonomikommitté.

## Status och hot
Arten har ett stort utbredningsområde och en stor population, men tros minska i antal till följd av habitatförstörelse, dock inte tillräckligt kraftigt för att den ska betraktas som hotad. Internationella naturvårdsunionen IUCN kategoriserar därför arten som livskraftig (LC). Världspopulationen har inte uppskattats men den beskrivs som ovanlig.

## Namn
Myjob är en försvenskning av det vetenskapliga släktesnamnet Myiobius som betyder "lever med/bland/av flugor".